# Preseka (Zagreb)
Pour les articles homonymes, voir Preseka.
Preseka est un village et une municipalité située dans le comitat de Zagreb, en Croatie. Au recensement de 2001, la municipalité comptait 1 670 habitants, dont 99,58 % de Croates et le village seul comptait 126 habitants.

## Localités
La municipalité de Preseka compte 15 localités :
- Donja Velika
- Gornja Velika
- Gornjaki
- Kamenica
- Kraljev Vrh
- Krušljevec
- Ledina
- Pogančec
- Preseka
- Slatina
- Srednja Velika
- Strmec
- Šelovec
- Vinkovec
- Žabnjak